# Напапијри
Напапијри (енгл. Napapijri) је италијански премијум кежуал бренд у власништву ВФ Корпорације. Првобитно произвођач алпских путних торби, Напапијри сада продаје памучну одећу за мушкарце, жене и децу, као и прибор, обућу и торбе. Напапијри бренд је најчешће повезан са Скидо јакном.
Посао се развио из једне продавнице у Долини Аосте до присуства у 175 брендираних продавница и преко 2.000 малопродајних локација широм света.
Путовање, авантура и еколошка свест су теме које се стално понављају у оглашавању и маркетингу компаније.

## Историја
Бранд "Напапијри" је основан у Аости, Италија 1987. године када је произвођач путних торби створио Беринг торбу, воскирану платнену торбу која се пласирала путницима као први производ који носи назив Напапијри.
Године 1990. компанија је почела са пројектовањем и производњом одеће и прибора. Те године представљају Скидо јакну, лагану, водоотпорну, дизајнирану за екстремне температуре, која је данас икона овог бренда.
Компанија је наставила да додаје свој асортиман производа у 2000-им. У 2002. години уведена је дечија Напапијри линија. Експоненцијални раст и ширење овог бренда на различитим тржиштима довело је 2004. године на стратешку прекретницу у правцу "глобалног пословања": америчка ВФ Корпорација је преузела бренд - власник богатог портфолиа спортске опреме, опреме и одевних предмета. То је довело до процеса у којем су све операције дизајна, дистрибуције и комуникације биле централизоване у седишту у Лугану, Швајцарска.
Првобитно су производили одећу за децу, након чега је Напапијри представио и обућу за децу 2007. године. Прва трговина Напапијри отворена је у месту Шамони у Француској 1997. године. Од тада компанија је стално отварала нове продавнице и своју 100-у радњу отворила је у Стокхолму 2012. године, прва азијска Напапијри продавница отворена је у Сеулу, Кореја.
Андреа Канелони (енгл. Andrea Cannelloni) се придружио Напапијрију 2009. године као потпредседник и генерални директор, а сада је председник овог бренда. Канелони је радио као дизајнер у Ерменеђилдо Зења (енгл. Ermenegildo Zegna) и Трусарди (енгл. Trussardi), а био је креативни директор за Бос Оранж (енгл. Boss Orange) и Бос Грин (енгл. Boss Green) у Хуго Босу (енгл. Hugo Boss).
У 2012. години отворено је 40 нових радњи.
Напапијри је 2017. додао нову колекцију.

## Марка
Напапијри укључује слике у своје брендирање како би нагласио теме путовања и авантуре. Сам назив је варијација финске речи "напапиири", што значи Арктички круг. Његов логотип је име компаније приказано на полу-позитивним и полу-негативним блок словима, како би се у графичком приказу представио Северни Пол и Јужни Пол. Застава Норвешке такође упућује на евокацију екстремних услова земље, драматичних пејзажа и традиције познатих истраживача.

## Производи
Напапијри дизајнира и производи кежуал одећу и спортску одећу за мушкарце, жене и децу, укључујући и обућу. Компанија производи и ташне, ранчеве и торбе за рамена, као и додатке, укључујући каишеве, новчанике, капе, качкете, шалове, рукавице и чарапе.
Различите линије комбинују се за састављање две понуде, Напапијри Географски и Напапијри Аутентични, различитих, али комплементарних. Напапијри Географски заснован на концепту свакодневне одеће за градску употребу
и слободно време, а потом Напапијри Аутентични као природно порекло бренда и високи технички садржај и перформансе, развијен да би пружио беспрекорну носивост у свим ситуацијама и временским условима.
Први пример ове страсти је јакна Скидо, Напапијри "икона" која се стално понавља кроз године, са новим материјалима и бојама.

## Продавнице
Предузеће има 175 продавница у 30 земаља од октобра 2014. године, пре свега у западној Европи и источној Европи. Постоје и продавнице у Русији, Казахстану и Јужној Кореји. Компанија директно послује са 12 продавница, док остатак управља франшизама.

## Сарадње
Напапијри се 2002. године удружио са Карлом Лагерфелдом (енгл. Karl Lagerfeld) за специјално издање потписа фирме Скидо јакне.
Јапански дизајнер Јошинори Оно (енгл. Yoshinori Ono) је 2010. дизајнирао специјалну линију одеће за Напапијри који је означен као Специјални пројекат '66° 33 '. Бројеви се односе на ширину Арктичког круга. 
Напапијри је подржао путовање, изучавање и истраживање како би подигао свој јавни профил. У прослави отварања продавнице у Милану Напапијри је 2008. године заједно са фотографом/авантуристом Себастијаном Коуплендом (енгл. Sebastian Copeland) представио изложбу фотографија под називом "Антарктика: глобално загревање" у продавници. Приходи од продаје фотографија отишли су у Глобал Грин САД, америчку руку Интернатионалног Зеленог Крста . Напапијри наставља да спонзорише Коупленд на експедицијама за фотографисање и филмску угрожену средину.
У 2011. години Напапијри је дизајнирао јакну која кошта 10 евра за кампању Демократска одећа коју је покренуо ланац робне марке Коин(енгл. Coin) у Италији. Проценат продаје је отишао у Зелени крст (енгл. Green Cross) у Италији.